# ديوان قاضي القضاة (فلسطين)
ديوان قاضي القضاة أو جهاز القضاء الشرعي الفلسطيني هي مؤسسة حكومية فلسطينية تأسست في عام 1994 بموجب المرسوم الرئاسي رقم 1/1994 من الرئيس الفلسطيني الراحل ياسر عرفات، وترتبط مباشرة برئيس دولة فلسطين بموجب القوانين المعمول بها، ويقع المقر الرئيسيّ لها بمدينة رام الله في فلسطين.
يتكوّن القضاء الشرعي في فلسطين من مؤسستين رئيسيتين، وهما:
- ديوان قاضي القضاة
- المحاكم الشرعية بمُختلف درجاتها (المحكمة الابتدائية الشرعية، ومحكمة الاستئناف الشرعية، والمحكمة العليا الشرعية)

يُعتبر قاضي القضاة أو القائم على إدارة جهاز القضاء الشرعي في فلسطين موظفا عموميا بدرجة وزير، ويشغل الدكتور محمود صدقي الهباش مستشار الرئيس للشؤون الدينية والعلاقات الاسلامية منصب قاضي القضاة في الوقت الحالي، ويعتبر منصبه منصبا رفيعا باعتباره مرجعية دينية في فلسطين.

## الهيكل الإداري والتنظيمي
يتمتع ديوان قاضي القضاة باستقلال إداري ومالي، ومن الدوائر الملحقة بالديوان ما يلي:
- دائرة التفتيش القضائي.
- الإدارة العامة للشؤون الإدارية والمالية.
- وحدة تكنولوجيا المعلومات.
- وحدة العلاقات العامة والاعلام.
- وحدة البحوث الفقهية والقانونية.
- دائرة الارشاد والاصلاح الأسري.
- دائرة التخطيط والتطوير.
- دائرة صناديق الأيتام.
- دائرة نيابة الاحوال الشخصية.

يحق لقاضي القضاة استحداث أية أقسام أو شعب في هذه الدوائر أو إلغائها، أو دمجها مع غيرها. يُعيّن قاضي القضاة برتبة وزير بموجب مرسوم صادر عن رئيس السلطة الوطنية الفلسطينية، ويختص قاضي القضاة بممارسة كافة المهام والصلاحيات الممنوحة له وفقًا للقوانين والأنظمة السارية. يشغل الدكتور محمود صدقي الهباش مستشار الرئيس للشؤون الدينية والعلاقات الاسلامية منصب قاضي القضاة في الوقت الحالي، ويتألف المجلس الأعلى للقضاء الشرعي من سبع أعضاء، وهم:
| العضو                                                  | نوع العضوية        |
| ------------------------------------------------------ | ------------------ |
| رئيس المحكمة العليا                                    | كرئيس للمجلس       |
| نائب قاضي القضاة                                       | كنائب لرئيس المجلس |
| أقدم قاضي للمحكمة العليا الشرعية في المحافظات الشمالية | عضو                |
| قدم قاضي للمحكمة العليا الشرعية في المحافظات الجنوبية  | عضو                |
| أقدم رئيس محكمة استئناف شرعية في المحافظات الشمالية    | عضو                |
| أقدم رئيس محكمة استئناف شرعية في المحافظات الجنوبية    | عضو                |
| رئيس هيئة التفتيش القضائي                              | عضو                |

يمتلك المجلس الأعلى للقضاء الشرعي وفقًا لقانون تشكيل المحاكم الأردني رقم "16" لعام 1972م الصلاحيات التالية:
- تعيين القضاة الشرعيين وتنقلاتهم وترقياتهم.
- نقل القضاة خارج سلك القضاة.
- قبول استقالات القضاة.
- إحالة القضاة على التقاعد.
- محاكمة القضاة وتأديبهم.
- عزل القضاة أو اعتبارهم فاقدين لوظيفتهم.
- انتدابات القضاة إذا زادت مدة الانتداب على ثلاثة أشهر.

### هيئة التفتيش القضائي الشرعي
تضطلع هيئة التفتيش القضائي الشرعي مهام التفتيش على أعمال المحاكم الشرعية بمعرفة مفتش المحاكم الذي يعينه قاضي القضاة لمعاونته في الاشراف والإدارة استنادا إلى المادة (18) من قانون تشكيل المحاكم الشرعية التي تنص على ما يلي:
الاشراف على المحاكم  المادة (18)
- لقاضي القضاة حق الاشراف على جميع المحاكم الشرعية وقضاتها .
- يساعد مدير الشرعية قاضي القضاة في مراقبة المحاكم الشرعية.
- يعاون مفتش المحاكم الشرعية قاضي القضاة في تفتيش المحاكم الشرعية، ويجوز لقاضي القضاة انتداب أي قاضي للقيام بالتفتيش المذكور.

يكون رئيس هيئة التفتيش القضائي الشرعي بموجب المرسوم الرئاسي الصادر بتاريخ 3/1/2012م عضوا في المجلس الاعلى للقضاء الشرعي الفلسطيني، ويقوم المفتش أو رئيس هيئة التفتيش القضائي بالتفتيش على جميع اعمال المحاكم الشرعية على النحو التالي:
- الدوام.
- ضبط الرسوم والتقيد بقانون الرسوم.
- أعمال المحاكم الشرعية والإدارية.
- ضبط جميع الدعاوى الواردة للمحاكم وبيان المفصول والمسقط والموقوف والمسقط.
- رفع التقرير إلى قاضي القضاة للتوجيه والإرشاد وتصويب الاخطاء وإصدار التعليمات للتقيد بما يتفق مع الانظمة والقوانين المرعية.
- بيان قدرة القضاة وكفاءتهم بناء على تقارير التفتيش.

## القوانين المنظمة
تتمثل مجموعة القوانين النافذة التي يجري العمل بموجبها في المحاكم الشرعية الفلسطينية في الآتي:
- قانون أصول المحاكمات الشرعية رقم 31 / 1959م.
- قانون أصول المحاكمات الشرعية رقم 12 / 1965م.
- قانون الأحوال الشخصية رقم 61/1976م.
- قانون حقوق العائلة رقم 69 / 1954م.
- قانون المحامين الشرعيين رقم 12 / 1952م.
- قانون تشكيل المحاكم الشرعية رقم 19/ 1972م.

كما يعمل ديوان قاضي القضاة حاليا على إعداد مشاريع قوانين جديدة تعالج ما استجد من دوائر قضائية، وما يتطلبه تطور معالم الحياة الاجتماعية في فلسطين بما لا يخالف أحكام الشريعة الاسلامية.

## الاجتماعات
يجتمع المجلس الأعلى للقضاء الشرعي بدعوة من قاضي القضاة أو رئيس المجلس كلما اقتضى الأمر، وتكون مداولاته سرية، ولا يكون انعقاده صحيحاً إلا بحضور ثلاثة أعضاء عدا رئيس المجلس، يُصدر المجلس قراراته بالأغلبية المطلقة، وعند تساوي الأصوات يرجح الجانب الذي منه رئيس المجلس.

## المهام والأنشطة
يتعين على ديوان قاضي القضاة في فلسطين الاضطلاع بالمهام التالية:

### تطوير البنية التحتية
يتعيّن على ديوان قاضي القضاة في فلسطين تطوير البنية التحتية بما يتوائم مع معايير حقوق الانسان والنوع الاجتماعي على النحو التالي:
- توفير بيئة تقاضي تلائم احتياجات المواطنين: تمكّن ديوان قاضي القضاة في فلسطين من إعادة تأهيل محكمة رام الله والبيرة الشرعية ومحكمة الخليل الشرعية بدعم من الوكالة الأمريكية للتنمية وتناولت عملية التاهيل احتياجات النساء والاطفال وذوي الاحتياجات الخاصة فقد تم توفير غرف رضاعة وغرف مشاهدة وممرات لذوي الاحتياجات الخاصة، بالإضافة إلى توفير مكاتب وحواسب وقاعات انتظار تساهم في تسهيل ورفع كفاءة الخدمة المقدمة للمواطنين.
- رسم الخطط و السياسات: لتطوير البنية التحتية لمحكمة نابلس ومحكمة قلقيلية الشرعية واعادة التاهيل بما ينسجم مع معايير النوع الاجتماعي واحتياجات ذوي الإعاقة، وشملها بالنظام الإلكتروني ونظام الحوسبة الخاص بديوان قاضي القضاة والمحاكم الشرعية.
- توفير نظام الكتروني في المحاكم: تمكن الديوان من توفير نظام إلكتروني في محكمة رام الله والبيرة الشرعية وفي محكمة الخليل لتقديم الخدمة  للجمهور بالاضافة الى توفير شاشات عرض في قاعات الانتظار.

### إعداد ارشيف وطني للمحاكم الشرعية الفلسطينية
تمكّن ديوان قاضي القضاة في فلسطين من إعداد خطة لإنشاء أرشيف وطني للمحاكم الشرعية الفلسطينية يتمركز عمله في محافظة قلقيلية بهدف حفظ السجلات المتوفرة في المحاكم الشرعية منذ مئات السنين والتي تمثل عمل المحاكم منذ القدم للحفاظ عليها من التلف أو الضياع من خلال تخصيص الطابق الثاني من محكمة قلقيلية للارشفة على ان يتم تجهيز المكان في المراحل القادمة للتطوير مع توفير المواصفات المناسبة لحفظ السجلات.

### تعزيز العلاقة بين ديوان قاضي القضاة ومؤسسات قطاع العدالة
كان انضمام جهاز القضاء الشرعي إلى المجموعة العاملة في قطاع العدالة مسألة هامة لتمثيل قضاء الاسرة في قطاع العدالة، مما شكّل جسراً لترسيخ وبناء العدالة في المجتمع الفلسطيني بكافة الوانه واطيافه.

### تطوير العمل الإداري المساند لعملية التقاضي
تمكّن ديوان قاضي القضاة في فلسطين من انشاء وحدة الادارة والتخطيط وتوفير جميع الموارد اللازمة لعملها من موارد بشرية ومالية وفيزيائية وتعتبر الوحدة الركيزة الأساسية في عمليات التخطيط حيث تلعب دورا كبيرا في دعم ومساندة كافة إدارات ودوائر ووحدات ديوان قاضي القضاة في اختصاصات محددة تتعلق بالتخطيط والسياسات والمشاريع والتطوير وعمليات المتابعة والتقييم  والتنفيذ والبحوث وتنسيق المساعدات الدولية.

### تعزيز الوساطة في النزاعات الاسرية
قام ديوان قاضي القضاة في فلسطين بتطوير دوائر الارشاد والاصلاح الاسري من خلال عقد مجموعة من الانشطة والفعاليات هدفت لتطوير عمل دوائر الارشاد والاصلاح الاسري حيث تشكل هذه الدوائر وسيط لحل النزاعات الاسرية، وقد اشتملت عملية التطوير على:
- عقد مجموعة من التدريبات المكثفة لطاقم الدائرة.
- توظيف مرشدين نفسيين واجتماعيين للعمل في الدائرة.
- توظيف مرشدين قانونيين يساهمون بتقديم الإرشاد القانوني للمستفيدين.
- تاهيل المكاتب وتوفير الاجهزة اللازمة لعملها.

### تطوير الإعلام المتخصص
يعمل ديوان قاضي القضاة في فلسطين على تطوير اداء دائرة الإعلام بهدف بناء إعلام قضائي شرعي متخصص من خلال إعداد خطة استراتيجية للإعلام لمدة خمس سنوات، ويتولى الديوان تزويد الدائرة بالمعدات والاجهزة اللازمة من كاميرات وحواسب بالاضافة الى تدريب طاقم الدائرة وتطوير الصفحة الالكترونية وبعض المواقع الاجتماعية الخاصة بالديوان.
تشتمل عملية التطوير على بناء اتفاقيات تعاون مع مجموعة من المؤسسات الاعلامية بهدف تعزيز العلاقة مع وسائل الاعلام وتعريف المواطن بعمل المحاكم من خلال اعداد مواد مرئية ومسموعة تعرف المواطن بحقوقه، فقد تمكّن الديوان على سبيل المثال من اعداد خمس حلقات دراما مع تلفزيون وطن ومجموعة من الحلقات الاذاعية مع راديو نساء إف إم.

### توحيد الاجراءات
يعمل ديوان قاضي القضاة على تنظيم وتوحيد بعض اجراءات العمل بهدف بناء نظام فعال يساعد على الوصول الى العدالة، من خلال اعداد مجموعة من الادلة والاجراءات:
- إعداد دليل عمل موحد لإجراءات التقاضي يوضح إجراءات المعاملات.
- إعداد دليل عمل موحد لدوائر الإرشاد والإصلاح الأسري.
- وضع المعايير المهنية والأخلاقية لعمل المرشدين الاجتماعيين داخل دائرة الإرشاد والإصلاح الأسري بالتعاون مع الوكالة الأمريكية للتنمية.
- إعداد نظام تحويل خاص بالقضاء الشرعي مع الشركاء يوضح اجراءات وسياسات التحويل ، واليات التعامل مع جوانب العنف الأسري بما يحفظ خصوصية العمل في القضاء الشرعي.

### التركيز على قضايا النوع الاجتماعي
ركز ديوان قاضي القضاة على قضايا النوع الاجتماعي خاصة النساء من خلال اعداد برامج اعلامية وتوعوية موجه للنساء خاصة ولكافة افراد المجتمع عامة، تهدف الى تعزيز دور المراة ورفع مكانتها في المجتمع وتعريفها بحقوقها، حيث تم اعداد برامج مرئية ومسموعة ومجموعة من الكتيبات والنشرات التي تهدف الى توعية النساء بحقوقهن.

### بناء قدرات الموارد البشرية ورفع كفاءتها
عمل ديوان قاضي القضاة على وضع الخطط  لبناء قدرات الطواقم العاملة في ديوان قاضي القضاة والمحاكم الشرعية بهدف رفع كفاءتها للنهوض بالقضاء الشرعي مرتكزين على نتائج دراسة احتياجات الطواقم العاملة في القضاء الشرعي، وفي سبيل ذلك قام ديوان قاضي القضاة بعمل الآتي:
- تنفيذ عدة جلسات تدريبية للكوادر القضائية تتعلق بإدماج مفاهيم النوع الاجتماعي في القضاء الشرعي.
- تنفيذ عدة تدريبات  للكوادر القضائية فيما يتعلق بإعداد وتأهيل المدربين.
- عقد عدة ورشات عمل وتدريبات مع الطواقم العاملة بدائرة الإرشاد والإصلاح بما يلائم احتياجاتهم.
- عقد مجموعة من التدريبات لكادر ديوان قاضي القضاة على استخدام برامج الحاسوب في معهد التدريب القضائي بالتعاون مع الوكالة الأمريكية للتنمية.
- عقد مجموعة من التدريبات المتخصصة استهدفت كادر دائرة الحاسوب لدى ديوان قاضي القضاة كمرحلة تمهيدية وتحضيرية للشروع بحوسبة المحاكم الشرعية واستخدام نظام محوسب للقضايا والمعاملات.

اضافة الى ذلك فام ديوان قاضي القضاة بزيادة عدد العاملين في الدوائر والاقسام والمحاكم من خلال توظيف عدد من المختصّين.

### حوسبة وارشفة بيانات ديوان قاضي القضاة والمحاكم الشرعية
كان مشروع حوسبة وأرشفة بيانات ديوان قاضي القضاة والمحاكم الشرعية مدعوماً من الوكالة الامريكية للتنمية، ويعتبر واحدًا من المشاريع الهامة التي عمل عليها ديوان قاضي القضاة للنهوض بالعمل القضائي بهدف تخفيف العمل اليدوي من اجل توفير الجهد والمال وتحسين الخدمة المقدمة والحرص على جودتها. انتهى الديوان حتى الآن من ارشفة بيانات محكمة رام الله كمرحلة اولية للتوسع والانتقال الى المحاكم الاخرى، كما تم اعداد برنامج متخصص للقضاء الشرعي بعدما استعانت محكمة رام الله والبيرة الشرعية بمتطوعين للعمل على أرشفة ملفات الدعاوى والمعاملات القضائية، وتجهيز محكمة رام الله والخليل بالاجهزة والمعدات والشبكات اللازمة لتطبيق البرنامج.

### تعزيز الشراكات مع المؤسسات الرسمية ومؤسسات المجتمع المدني
تضمنت أنشطة ديوان قاضي القضاة توقيع عدد من الاتفاقيات ومذكرات التفاهم والتعاون المشترك مع مؤسسات المجتمع المدني والمؤسسات الرسمية والحكومية كجزء من استراتيجية ديوان قاضي القضاة ورؤيته الهادفة لتعزيز الشراكة مع البلديات والمؤسسات، ومن أهم هذه الاتفاقيات:
- توقيع اتفاقية تعاون مشترك بين ديوان قاضي القضاة وبلدية الرام، ويشمل هذا التعاون عقد ورش عمل ولقاءات جماهيرية مع المواطنين وتعريفهم بحقوقهم وخاصة الفئات المهمشة والضعيفة من المجتمع كالمرأة والطفل وكبار السن.
- اتفاقية تدريب وتعاون مشترك بين ديوان قاضي القضاة وجامعة القدس المفتوحة، وكانت تهدف إلى توفير بيئة تدريب عملية "تدريب اكلينيكي" في المحاكم الشرعية لطلبة الجامعة من التخصصات ذات الصلة، بالإضافة إلى التفاهم على توفير برنامج دراسات عليا في الجامعة ضمن تخصص الإرشاد الأسري لتطوير مفهوم الوساطة في النزاعات الأسرية.
- اتفاقية تدريب وتعاون مشترك بين ديوان قاضي القضاة ومعهد التدريب القضائي بهدف إنشاء برنامج تدريبي وتأهيلي شامل لقضاة المحاكم الشرعية من اجل رفع الكفاءة والقدرات المطلوبة وتحسين إجراءات التقاضي.
- اتفاقية تعاون مشترك بين ديوان قاضي القضاة ومؤسسة برامج الطفولة والعمل الجماهيري في قرى شمال غرب القدس، ويشمل التعاون عقد لقاءات جماهيرية لرفع الوعي المجتمعي.

### إعداد التقييم الذاتي للمحاكم الشرعية
شكل ديوان قاضي القضاة بدعم من قاضي القضاة لجنة التميز كجزء من برنامج مراكز التميز الدولي المستند على الركائز الأساسية المثلى في الممارسات الدولية في 10 سبتمبر/أيلول 2014، وتتألف اللجنة من خمسة عشر من الكوادر القضائية والوظيفية ومن كوادر ديوان قاضي القضاة و المحاكم الشرعية، وقد عملت اللجنة لمدة ستة شهور في أربعة عشر محكمة على إعداد التقييم الذاتي للمحاكم الشرعية بشكل تحليلي وفقًا للمعايير الدولية، حيث تم الاطلاع على الواقع الحالي لديوان قاضي القضاة والمحاكم الشرعية، وتم وضع التوصيات اللازمة لتحسين الية العمل وبيئة التقاضي ضمن اولويات وبرامج العمل.

### ابرام اتفاقيات التفاهم والشراكات
وقّع ديوان قاضي القضاة على مجموعة من الاتفاقيات مع عدة مؤسسات شريكة وعقد تفاهمات تهدف الى النهوض بدور القضاء الشرعي، وشملت هذه التفاهمات
- تفاهم لمدة خمس سنوات مع الوكالة الامريكية للتنمية ابتداء من عام 2014.
- تفاهم مع برنامج الأمم المتحدة الإنمائي لمدة ثلاث سنوات ابتداء من عام 2014.

### توحيد الجهاز القضائي بين شطري الوطن
تمكّن ديوان قاضي القضاة ضمن الجهود الرامية لتوحيد عمل المحاكم في فلسطين من تشكيل لجنة مختصة تعمل على اعداد قوانين قضائية شرعية فلسطينية موحدة تنظم عمل المحاكم الشرعية في دولة فلسطين نظراً لتعدد واختلاف القوانين المنظمة لحياة المواطن الفلسطيني في إطار الأحوال الشخصية، والتي تتعدد في مرجعياتها، إذ أنّ هناك جزء منها له أصول أردنية جزء آخر له جذور مصرية إلى جانب معاناة فلسطينيي القدس نتيجة لشمولهم بالتعديلات القانونية الأردنية لوصاية الأردن على المحاكم الشرعية بالقدس، وسريان القانون العثماني للعام 1917م على فلسطينيي عرب الداخل الفلسطيني للعام 1948م. تضم اللجنة كبار القضاة  الشرعيين من المحاكم الشرعية في الضفة الغربية وقطاع غزة، وتُكلف هذه اللجنة أيضًا بتقديم مشاريع قوانين شرعية تلبي احتياجات المواطنين الملحة بما يتفق مع أحكام الشريعة و.